# Metacity
Metacity (произн. məˈtæsɨti) — стандартный оконный менеджер среды GNOME для UNIX-подобных операционных систем. Разработка Metacity была начата Хэвоком Пеннингтоном (англ. Havoc Pennington). Исходные коды распространяются по лицензии GNU GPL.
До выпуска Metacity в GNOME в качестве оконных менеджеров использовались Enlightenment, потом Sawfish.
Metacity являлся частью GNOME 2.x - 3.8 и интегрирован в среду, однако его можно использовать без GNOME, так же как и в GNOME можно было использовать другой оконный менеджер.
Metacity написан при помощи библиотеки GTK2, позже был перенесен на GTK3, что даёт ему возможность работать с темами и свободно использоваться с другими приложениями GTK+.
С версии 2.22 Metacity поддерживает композицию окон — отбрасываемые тени, эффекты прозрачности, а также предпросмотр окон при переключении по Alt+Tab ↹.
Сейчас Metacity является частью проекта Gnome Flashback. 

## Mutter
Mutter — ответвление от проекта Metacity. Mutter в настоящее время поставляется как оконный менеджер по умолчанию. Поставляется с Gnome 3.0 и выше, с Gnome 3.10 работа Gnome без Mutter не поддерживается..

## Muffin
Форк Mutter, который является форком Metacity. Поставляется с Cinnamon, также работа без Muffin cinnamon не поддерживается.

## Marco
Форк Metacity GTK 2 от разработчиков Mate. Поставляется с MATE Desktop Environment по умолчанию.